# Caribiske Hav
Det Caribiske Hav er et hav, der støder op til Atlanterhavet og ligger syd for den Mexicanske Golf. Mod syd er det afgrænset af Venezuela, Colombia og Panama, mod vest af Costa Rica, Nicaragua, Honduras, Guatemala, Belize og Mexicos del af Yucatán-halvøen, mod nord af de Store Antiller (øerne Cuba, Hispaniola, Jamaica og Puerto Rico) og mod øst af de Små Antiller.
Det Caribiske Hav dækker omkring 2.754.000 km².
Havets dybeste sted er Caymanrenden, mellem Cuba og Jamaica, 7.500 meter under havoverfladen.
Hele området, særligt de mange øer, er kendt som Caribien.